# Ксенґінкі (Косцянський повіт)
Ксенґінкі (пол. Księginki) — село в Польщі, у гміні Сміґель Косцянського повіту Великопольського воєводства.
У 1975-1998 роках село належало до Лешненського воєводства.